# 大君〜愛を描く
『大君〜愛を描く』（テグン あいをえがく、ハングル：대군 – 사랑을 그리다）は、2018年3月3日から5月6日まで韓国・テレビ朝鮮の「TV朝鮮週末ドラマ」枠（毎週土曜日、日曜日22:50-0:00）で放送されたテレビドラマ。全20回。
李氏朝鮮時代、のちの第7代王世祖になる首陽大君（スヤンテグン）と弟の安平大君（アンピョンテグン）の兄弟王子の争いをモチーフに、一人の美女をめぐる三角関係を描いたロマンス時代劇。

## あらすじ
朝鮮王朝のある国王の時代。国王の弟ウンソン大君ことイ・フィは端正な顔立ちで心優しく、教養もあったため皆から愛されていた。しかし彼のすぐ上の兄のチニャン大君ことイ・ガンは幼い頃に、病弱な長男の王位継承をおびやかさぬよう宮廷を出され、家族と離れて育てられたため、フィとは正反対の野心家になった。そして、カンはフィのことを妬ましく思っていた。
ある日、お忍びで町に出かけたフィは1人の美しい女性と出逢う。彼女は朝廷の重臣の令嬢チャヒョンで、花嫁修業を抜け出していた。2人はたちまち惹かれ合うが、カンもチャヒョンに一目惚れする。
やがて、国王の病が悪化する。するとカンは狡猾な伯父のヤンアン大君と組んで、王位継承者である幼い甥から王座を奪い、さらにチャヒョンを我がものとするため動き出す。フィはチャヒョンを守るため、カンと闘うことを決意する。ここに、王位継承と一人の美女をめぐる二人の王子の熾烈な戦いが始まる。

## キャスト

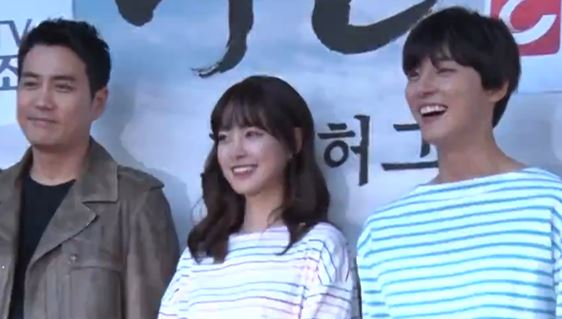
左からチュ・サンウク、チン・セヨン、ユン・シユン。

- イ・フィ／ウンソン大君：ユン・シユン（モデルは安平大君）

国王の二番目の弟。大王大妃の三男。
容姿端麗で文学や芸術に秀でた大君。幼少の頃より人や動物を慈しみ、自分を慕う女官を労る優しい人柄。自分付きの女官を見殺しにしたガンと衝突し、それを知った伯父ヤンアン大君に自分付きの内官パク・キトゥクを人質に取られ母親に告発すれば周りの人間が死ぬと脅され断念する。  成長してジャヒョンと出会い最初は彼女が何か目的があって自分に近づいてると警戒するも次第に惹かれていく。王族が嫌いというジャヒョンに大君の身分を隠しながら手紙のやりとりをしていたが、カンとナギョムの結婚式でジャヒョンに身分がばれ信用を失い絶交を言い渡される。彼女の信用を取り戻す為、何度も手紙を書くが受け取ってすらもらえず、芝居役者になりすましソン家に乗り込み劇中台詞に見せかけジャヒョンに告白する。兄カンの妨害を受けながらも何とか婚約まで漕ぎ着けたが、伯父ヤンアン大君と兄カンの企てにより女真族討伐の命を受けて戦地へ赴くこととなる。そして、交渉での解決を試みるも女真族に囚われの身となる。3年経った頃、捕虜として働かされていた高句麗の民を解放し無事逃げ出したのを見届けてから宮殿へ戻る。  宮殿へ戻って早々に兄である国王が危篤と母に告げられ、そのまま母と共に国王の遺言を受け取り看取ることとなる。葬儀の準備の最中、兄カンからジャヒョンがもうすぐ嫁ぐ予定と知らされ彼女の家へ走り周囲の反対を押し切り彼女と3年ぶりに再会を果たす。漸く結婚式をあげられことになるも、またも伯父と兄の企てにより結婚式の当日に謀反の濡れ衣を着せられ捕まる。重臣たちは死刑を求めていたが、ジャヒョンと交渉した兄カンにより流罪に減刑となった。  内官パク・キトゥクとルシゲ、共に女真族の捕虜となっていた仲間と共に伯父と兄を告発する為に流刑地から逃亡し、大罪を犯して寺に送られると見せかけ連れ去れそうになったジャヒョンとともに廃位となった甥である上王イ・ミョンを救い出し寺に匿う。ジャヒョンと静かに暮らすことを望んでいたが、上王の復位が成った後は大王大妃の命で幼い王の摂政となり10年間政治に関与する。10年の間にジャヒョンとの間に一男一女を儲ける。大王大妃と大妃の希望で王が妃を娶るまで摂政を続ける。その後は田舎に移り家族だけで暮らしたいと語る。
- ソン・ジャヒョン：チン・セヨン

大堤学ソン・オクの娘。
絵を描くのが好きで行儀見習いを抜け出し顔料買いに行ったり、謹慎中の身でありながら馬の絵描きたさに奴婢の服を着て兄の試合に行ったり、男装してフィに絵を習いに行ったりとかなり破天荒な娘。  王族嫌いで兄に暴力を振るったカンに対して兄に謝罪しろと堂々と抗議する逞しい一面もあれば、「嫁に行く気はない」と言うも「嫁に行かない」のと「嫁に行けない」のは違うと外でフィと会う姿を人に見られることも気にかける娘らしい一面もある。カンとナギョムの結婚式で友人のソルファからフィが大君だと知り激怒し絶交を言い渡すも、芝居役者に扮したフィの言葉に心打たれ涙する。  自分に告げることなくフィが戦地に赴くことを決めたとカンから知らされ一時は激怒するも秘密裏に二人きりで契りを交わし、フィに自分が縫った防寒用の綿入れを渡そうと男装してまで戦地に付いて行った。戦死したと血染めの綿入れをカンから渡され涙するも一途にフィを想い慕い3年間誰の声にも耳を貸さず彼の無事を信じて待ち続け縁談を全て断ってきた。カンの息がかかった彼の従兄弟に嫁ぐか彼の側室になるか迫られ、密かに髪を切り出家しようとする。  フィが無事帰還したことで正式結婚式の日を迎えるはずが、カンとヤンアン大君の企てでフィは捕らえられ、罪人の妻としてナギョムにカンの自宅小屋に幽閉される。カンにより自宅に返されるもフィの計画を裏付ける告発状を父親が書いたと知り絶望する。投獄されたフィと再会しカンを説得することを決意し、フィの命を救う代わりに自分自身をカンに捧げると交渉する。母親とフィに宛てて遺書を書いた後にカンに会いに行き、流罪にしても尚カンがフィの命を狙っていると知り男装してルシゲと共に流刑地へ向かうも、逃亡を図り殺されたフィの遺体と再会することなる。彼が死んだと思い絶望した彼女はカンへの復讐を決意し、王として即位したカンに呼びだされた際に迷わず行くと告げ家を出る。カンのお酒に毒を盛り簪で喉元を刺そうするが失敗に終わりカンの命令で幽閉される。カンは彼女の殺人未遂を否定するも彼女自身がナギョムに殺意を告白したことによりナギョムの命令で拷問を受けることになる。拷問の一件が大王大妃の耳に入り、尼寺に送られることになるがカンの手先に秘密裏に連れ戻されそうになるもフィと彼の仲間に助けられ、そこでフィの生存を初めて知る。フィと再会するもカンと関係を持ったと誤解する彼と口論になる。クッタンの進言により誤解が解けてからは、フィの為に上王の救出や復位に尽力し、カンに側室になると偽って彼の注意を逸らしたり、大王大妃と大妃の助力を得る為宮殿へ赴いたり、上王の世話をしたりとフィの手助けをする。  上王の復位後はフィと結婚し実家で共に暮らしている。10年後にはフィとの間に生まれた一男一女を育てる母となる。  フィと3年間共に過ごしたルシゲや内官パク・キトゥクを羨ましく思うも、フィがいなくなり行くあてのない彼女を家に置いたり戦いに赴くルシゲに綿入れを縫ってあげたりするなど思いやりも見せる。10年後突如訪ねてきたカンとナギョムの娘も自分の娘同然に育て慈しむとカンの墓前で語っている。
- イ・ガン／チニャン大君：チュ・サンウク（モデルは首陽大君）

イ・フィの兄。
- ルシゲ：ソン・ジヒョン

イ・フィの護衛。女真族の娘。
- ユン・ナギョム：リュ・ヒョヨン（モデルは貞熹王后）

イ・ガンの妻。ソン・ジャヒョンの友人。
- 大王大妃シム氏：ヤン・ミギョン（モデルは昭憲王后）

イ・フィとイ・ガンの母。大妃、のちの大王大妃。
- ヤンアン大君／イ・ジェ：ソン・ビョンホ（モデルは譲寧大君）

イ・フィとイ・ガンの伯父。
- 大妃キム氏：オ･スンア（モデルは顕徳王后）

王の側室。のちに正室へ昇格。
- イ･ミョン／上王：キム･ジュニ（モデルは端宗）

イ・フィとイ・ガンの甥。
- ソン・オク：イ・ギヨン

ジャヒョンとドゥクシクの父。大堤学。
- アン氏：キム・ミギョン

大堤学ソン・オクの妻。ジャヒョンとドゥクシクの母。
- ソン・ドゥクシク：ハン・ジェソク

ジャヒョンの兄。クッタンのことが好きだが、身分違いの恋と知りつつ諦めきれないが何もかも捨ててまで彼女を娶る勇気もない。臆病者で頼りなく情けないことが多いが、家族の為にフィの告発文を書いた父を責めるなと妹を叱る家族想いな一面もある。
- クッタン：ムン・ジイン
- パク・キトゥク：ジェホ
- チョ・ヨギョン：チュ・スヒョン
- キム・グァン：チェ・ソンジェ
- 国王：ソン・ジェヒ（モデルは文宗）
- チョン・ソルファ：ユンソ

## 日本での放送
日本では『不滅の恋人』のタイトルで、2018年8月17日から衛星劇場で、2019年3月3日から7月14日までNHK BSプレミアムで毎週日曜日21:00-22:00に日本語吹替で放送された後、2019年8月4日から12月29日までNHK総合テレビで毎週日曜日23:00-24:00に放送された。2020年は6月19日から7月16日にはテレビ東京韓流プレミア枠で放送された。(テレビ東京版ではCM枠を確保するため各話でシーンをカットして放送する分やや難解になる)
吹替キャスト
- イ・フィ/ウンソン大君：阿座上洋平
- ソン・ジャヒョン：坂本真綾
- イ・ガン/チニャン大君：加瀬康之
- ヤンアン大君/イ・ジェ：佐々木梅治
- 大王大妃シム氏：水野ゆふ
- ユン・ナギョム：渋谷はるか
- ルシゲ：堀井千砂
- ソン・オク：高岡瓶々
- アン氏：定岡小百合
- ソン・ドゥクシク：内田岳志
- クッタン：中司ゆう花
- パク・キトゥク：角田雄二郎